# 前外側韌帶
前外側韌帶(anterolateral ligament、ALL)是人體膝關節的橫向韧带，位於腓側副韌帶(Fibular collateral ligament)之前。
也許"前外側韌帶"最早記載是出於1879年法國外科醫生"保羅·希根"(Paul Segond)的記載裡，在記錄裡他描述的橫向股骨和脛骨之間的韌帶結構。 
"克拉斯和貝爾曼"(Claes and Bellemans、2013)發現，前外側韌帶起始於(Anatomical terms of muscle)股骨外上髁(Lateral epicondyle of the femur)，並插入(Anatomical terms of muscle)胫骨近端前外側。 然而，文森(Vincent、2012)等人的報告指出前外側韌帶起源於"股骨外側髁"(Lateral condyle of femur)。

## 臨床相關性
前外側韌帶的功能似乎是穩定膝關節的內側旋轉(Anatomical terms of motion)。而前外側韌帶的功能不良病徵，被推定為至少發生在97％的人群裡。
"前十字韧带"(ACL)損傷患者"軸移"(pivot shift)現象可能歸因於"前外側韌帶"的附帶性創傷。 且前十字韌帶(ACL)是人體膝關節的主要韌帶。此外，希根骨折(Segond fracture)可能是前外側韌帶的"骨撕脫"(bony avulsion)。

## 外部連結
- 纽约州立大学下州南部医学中心（英语：SUNY Downstate Medical Center）：Human Anatomy - Lab 17 Step 2 （页面存档备份，存于） – "Major Joints of the Lower Extremity: Knee Joint"
- 纽约州立大学下州南部医学中心（英语：SUNY Downstate Medical Center）：Human Anatomy - Figure 17.7 （页面存档备份，存于） – "Superior view of the tibia."
- 纽约州立大学下州南部医学中心（英语：SUNY Downstate Medical Center）：Human Anatomy - Figure 17.8 （页面存档备份，存于） – "Medial and lateral views of the knee joint and cruciate ligaments."
- （英文）lljoints 在韦斯利诺曼的解剖课上（乔治城大学） (antkneejointopenflexed （页面存档备份，存于）)